# Edward Douglas-Scott-Montagu
Edward John Barrington Douglas-Scott-Montagu, tercer barón Montagu de Beaulieu (20 de octubre de 1926 - 31 de agosto de 2015), fue un político inglés del Partido Conservador Británico, conocido en Gran Bretaña por fundar el Museo Nacional del Motor, así como por una cause célèbre tras su condena y encarcelamiento en 1954 por conducta homosexual, un cargo que negó.

## Primeros años

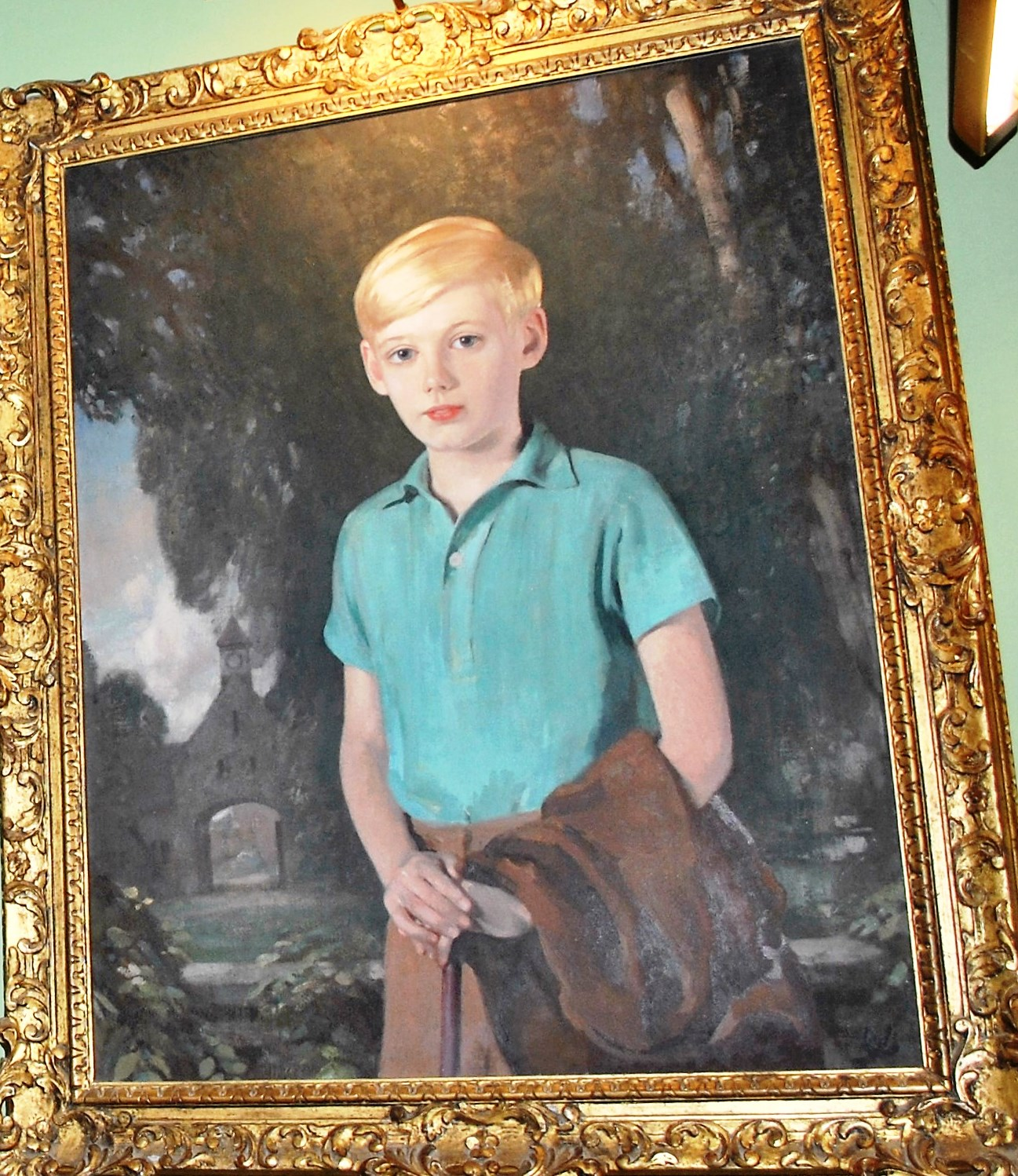
Edward Douglas-Scott-Montagu, Barón Montagu de Beaulieu, a la edad de diez años (Beaulieu Palace House)

Montagu nació en la casa de sus abuelos en Thurloe Square, South Kensington, Londres, y heredó su baronía en 1929 a la edad de dos años, cuando su padre John Douglas-Scott-Montagu murió de neumonía. Montagu es la tercera persona que más tiempo ha ostentado un título nobiliario en el Reino Unido (86 años y 155 días) (los otros dos son George Townshend, 7.º Marqués de Townshend durante 88 años y Charles St Clair, 13.º Lord Sinclair a lo largo de 87 años). Su madre fue la segunda esposa de su padre, Alice Crake (1895-1996). Asistió a St Peter's Court, una escuela preparatoria en Broadstairs en Kent, luego al Ridley College en Canadá, al Eton College y finalmente al New College.
Sirvió como teniente en los Grenadier Guards, incluido un período desplazado a Palestina antes del final del Mandato Británico. Llegado a la edad marcada, Lord Montagu inmediatamente tomó su asiento en la Cámara de los Lores y al poco tiempo pronunció su discurso inaugural sobre el tema de Palestina. Leyó Historia Moderna en Oxford, pero durante su segundo año un altercado entre el Bullingdon Club, del que era miembro, y la Oxford University Dramatic Society hizo que su habitación quedara destrozada, sintiéndose obligado a irse de allí.

## Actividades
Lord Montagu se interesó por el automovilismo gracias a su padre, quien había encargado el emblema original "El espíritu del Éxtasis" para su Rolls-Royce, y había formado una colección de coches históricos. Esto lo llevó a abrir el Museo Nacional del Motor en los terrenos de su casa señorial, Beaulieu Palace House, en Beaulieu (Hampshire), en 1952.
De 1956 a 1961 alojó el influyente Beaulieu Jazz Festival en los terrenos del Palace House, considerada una contribución importante al desarrollo de la cultura de los festivales en Gran Bretaña, ya que atrajo a miles de jóvenes que, a partir de 1958 empezarían a acampar para escuchar y bailar música en vivo. El festival de 1960 vio un pequeño altercado entre los seguidores de las corrientes del jazz moderna y hot, en lo que se conoció como la Batalla de Beaulieu.
Montagu fundó The Veteran And Vintage Magazine en 1956 y continuó desarrollando el museo, haciéndose un nombre entre los promotores del turismo local. Fue presidente de la Asociación de Casas Históricas de 1973 a 1978, presidente del Instituto de Administración de Tráfico de 1973 a 1974 y presidente de English Heritage de 1984 a 1992. Mientras estuvo allí, nombró a Jennifer Page (más tarde de Millennium Dome) como director ejecutivo en 1989.
Durante la Reforma de la Cámara de los Lores de 1999, Montagu fue uno de los 92 pares hereditarios que permanecieron en el Parlamento. En 2007 recibió el cargo de vicecomodoro del Club de Yates de la Cámara de los Lores.
Envió un aviso de su intención de retirarse de la Cámara de los Lores el 17 de septiembre de 2015, pero murió antes de la fecha señalada.

## Sexualidad

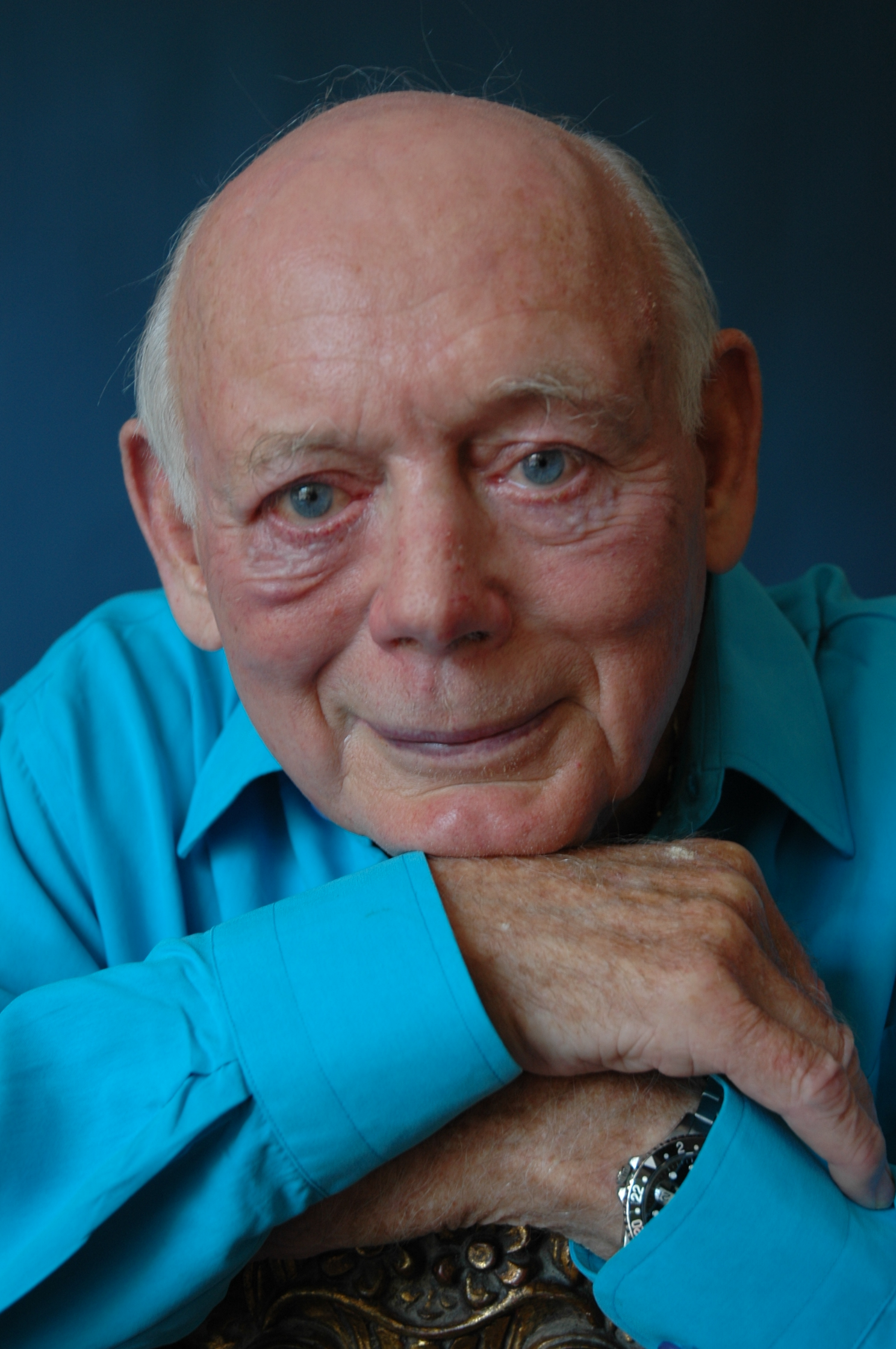
Lord Montagu de Beaulieu en su 80 cumpleaños (por Allan Warren)

Montagu se reconoció desde una etapa temprana de su vida como bisexual, y mientras asistía a Oxford se sintió aliviado al encontrar a otras personas con sentimientos similares. En una entrevista de 2000, afirmó: "Mi atracción por ambos sexos no cambió ni disminuyó en la universidad y fue reconfortante descubrir que no era la única persona que se enfrentaba a tal situación. Sufría menos que mis contemporáneos, porque estaba reconciliado con mi bisexualidad, pero todavía estaba nervioso porque se supiera."

### Juicio y encarcelamiento
A pesar de mantener sus asuntos homosexuales discretamente y lejos de la vista del público, a mediados de la década de 1950, Montagu se convirtió en "una de las figuras públicas más notorias de su generación", después de su condena y encarcelamiento por "conspiración para incitar a ciertos hombres a cometer delitos graves con personas masculinas", cargo que también se utilizó en los juicios a Oscar Wilde en 1895, derivado de una ley que permaneció en los libros de estatutos hasta 1967.
En la vejez, Montagu lo recordó en estos términos:

En la atmósfera de la guerra fría de la década de 1950, cuando las cazas de brujas más tarde llamadas terror lila estaban arruinando la vida de muchos hombres gay y mujeres lesbianas en los Estados Unidos, la atmósfera política paralela en Gran Bretaña era virulentamente anti-homosexual. El entonces Ministro del Interior del Reino Unido, David Maxwell Fyfe, había prometido "un nuevo impulso contra el vicio masculino" que "libraría a Inglaterra de esta plaga". Cada año, hasta 1000 hombres fueron encerrados en las cárceles británicas en medio de una represión policial generalizada contra los delitos homosexuales. Los agentes encubiertos que actuaban como "agentes provocadores" se hacían pasar por hombres homosexuales que solicitaban relaciones en lugares públicos. El estado de ánimo predominante era de paranoia apenas disimulada.
En dos ocasiones, Montagu fue acusado y enviado a juicio en el Castillo de Winchester, primero en 1953 por tener relaciones sexuales con un niño explorador de 14 años en su cabaña en la playa en Solent, un cargo que siempre negó. El Instituto Americano de Relaciones Públicas acababa de votarlo como el joven relaciones públicas más prometedor cuando fue arrestado. Aunque disfrutó del apoyo de su familia cercana y de un amplio número de amigos, durante un año más o menos se convirtió en "el tema de interminables bromas e innumerables canciones obscenas".
Cuando los fiscales no lograron una condena, en lo que Montagu calificó como una "caza de brujas" para asegurar una condena de alto nivel, fue arrestado nuevamente en 1954 y acusado de realizar "delitos graves" con un militar de la RAF durante una fiesta de fin de semana en la cabaña de la playa en su finca. Montagu siempre sostuvo que él también era inocente de este cargo ("Tomamos unos tragos, bailamos, nos besamos, eso es todo"). Sin embargo, fue encarcelado durante doce meses por "delitos homosexuales consensuados" junto con Michael Pitt-Rivers y Peter Wildeblood.

### Papel en la historia LGBT
A diferencia de los otros acusados en el juicio, Montagu continuó protestando por su inocencia. El juicio provocó una reacción violenta de declaraciones entre algunos políticos y líderes eclesiásticos que llevó a la creación del Comité Wolfenden, que en su informe de 1957 recomendaba la despenalización de la actividad homosexual en privado entre dos adultos. Diez años después, el Parlamento finalmente dio curso legal a la recomendación, un gran punto de inflexión en la historia de los homosexuales en Gran Bretaña, donde el sexo anal, una forma de "sodomía", había sido un delito desde la Ley de sodomía de 1533.

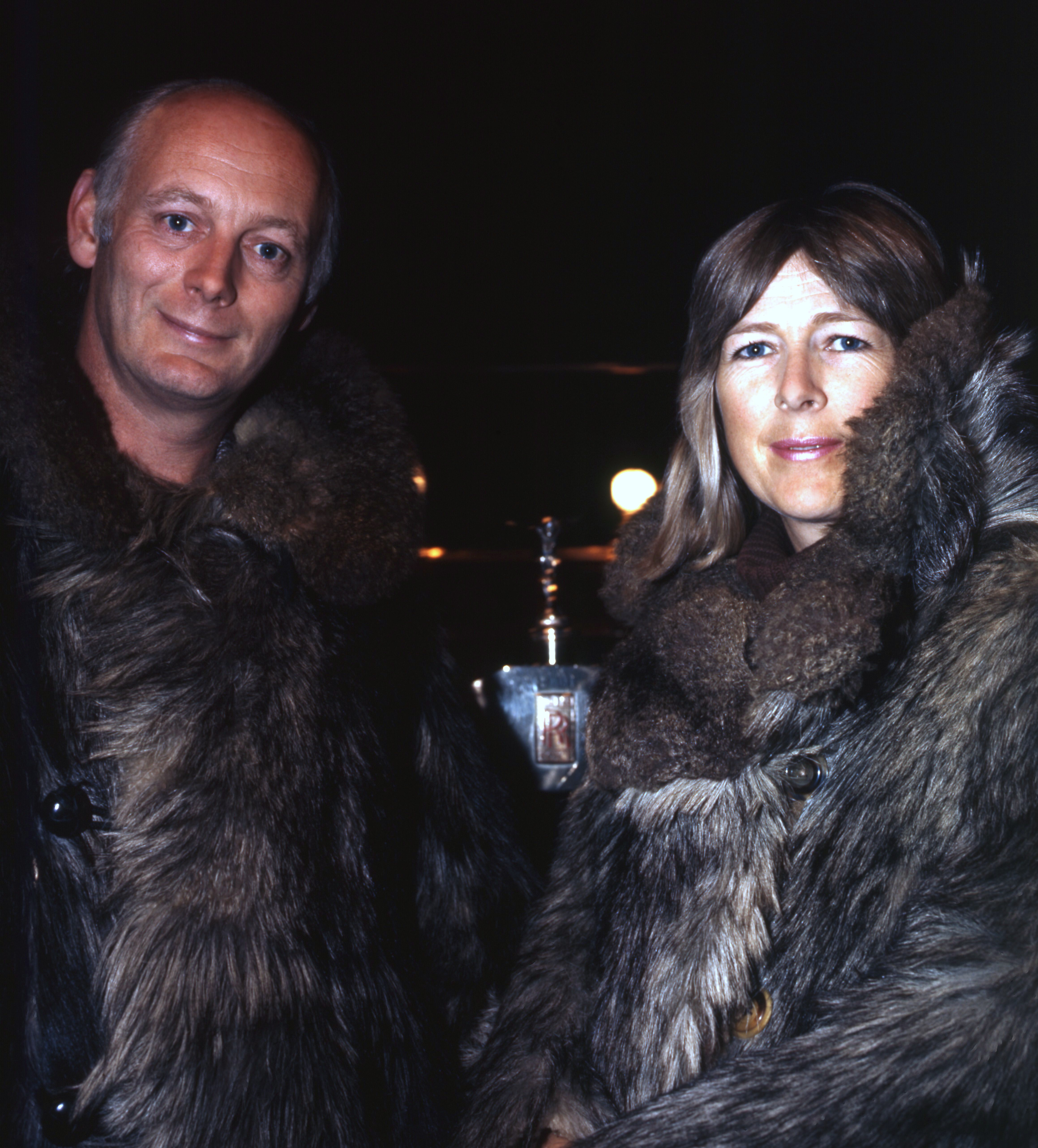
Lord Montagu de Beaulieu con su primera esposa, Belinda, con la que se casó en 1958

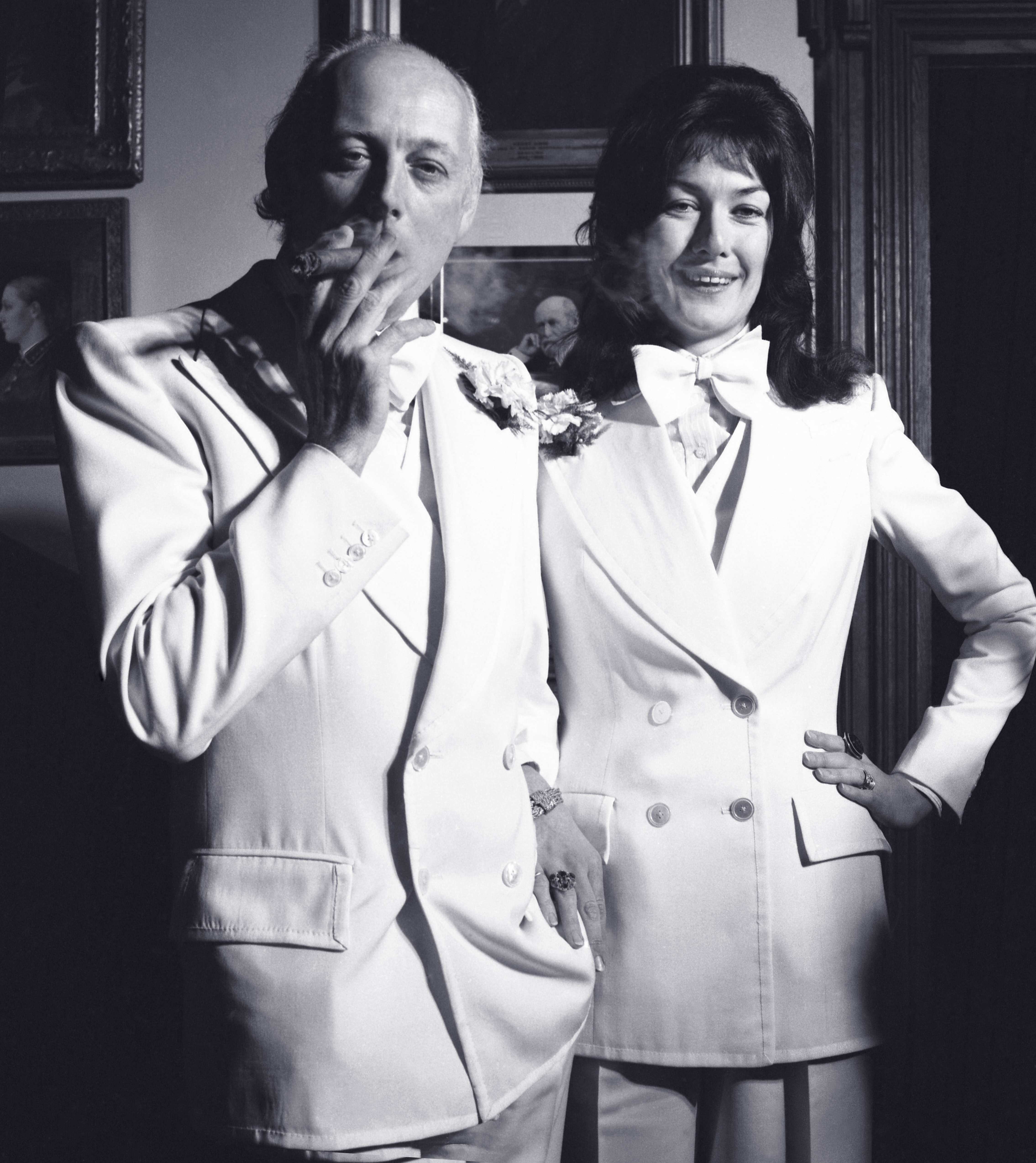
Lord Montagu de Beaulieu con su segunda esposa, Fiona, el día de su boda en 1974 (por Allan Warren)

En 2000, cuando apareció su autobiografía, Montagu rompió a llorar al sugerirle que la reforma de la ley sobre la homosexualidad sería su monumento. En una entrevista de 2007, cuando se le preguntó si sentía que él y sus coacusados habían sido fundamentales en la despenalización de la homosexualidad en Gran Bretaña, Lord Montagu dijo: "Estoy un poco orgulloso de que la ley haya sido modificada en beneficio de tanta gente. Me gustaría pensar que obtendría algo de crédito por eso. Tal vez estoy siendo muy jactancioso al respecto, pero creo que debido a la forma en que nos comportamos y conducimos nuestras vidas después, porque no vendimos nuestras historias, acabamos por regresar silenciosamente a nuestras vidas, creo que eso tuvo un gran efecto en la opinión pública".

## Vida personal y muerte
En 1958, Lord Montagu de Beaulieu se casó con Belinda Crossley, una nieta del  1.er Barón Somerleyton, con quien tuvo un hijo y una hija antes de que la pareja se divorciara en 1974:
- Ralph Douglas-Scott-Montagu, 4.º Barón Montagu de Beaulieu (nacido el 13 de marzo de 1961)
- Hon Mary Montagu-Scott (nacida en 1964), casada con descendencia con Rupert Scott

En 1974 se casó con su segunda esposa, Fiona Margaret Herbert, con quien tuvo un hijo:
- Hon Jonathan Deane Douglas-Scott-Montagu (nacido el 11 de octubre de 1975).[14]

Fiona, Lady Montagu de Beaulieu, nació alrededor de 1943 en Rodesia del Sur (ahora Zimbabue). Era hija de Richard Leonard Deane Herbert, de Clymping, Sussex. Asistió a la escuela en Suiza y, después de su educación, trabajó como asistente de producción cinematográfica. Es directora de Beaulieu Enterprises y fideicomisaria del Countryside Education Trust. Trabajó como asesora internacional del Centro Mundial de Compasión para los Niños, dirigido por la Premio Nobel de la Paz, Betty Williams, así como fideicomisaria de Vision-in-Action, dirigida por Yasuhiko Kimura. También participó en el Consejo Mundial de la Sabiduría, junto con Mijaíl Gorbachov, exjefe de estado de la Unión Soviética. Fue nombrada primera embajadora mundial del Club de Budapest.
Montagu murió después de una breve enfermedad, el 31 de agosto de 2015 a la edad de 88 años, en su finca de Beaulieu en New Forest. Le sobrevivieron sus tres hijos y dos nietos.

## Memorias y documental
Durante casi medio siglo, Montagu se negó rotundamente a hablar públicamente sobre la condena, y en cambio, centró sus energías en el Museo Nacional del Motor y otras actividades. Sin embargo, en 2000, finalmente rompió su silencio con la publicación de sus memorias, Wheels Within Wheels, de las que dos capítulos están dedicados a la historia de su juicio y encarcelamiento. En entrevistas, ha declarado que al publicar su historia, quería "dejar las cosas claras", porque "sentía que era importante hacer lo preciso".
La historia del juicio de Montagu se cuenta en un documental de Channel 4 de 2007, "A Very British Sex Scandal", y en el documental dramático de la BBC de 2017 "Against The Law".
En abril de 2013, el Newport Beach Film Festival, en Newport Beach, California, proyectó "Lord Montagu", un documental de Luke Korem sobre la vida y los logros de Montagu. La película también se mostró en el Festival de Cine de Napa Valley en noviembre de 2013.

## Lecturas relacionadas
- Heald, Tim (1992). Honourable Estates: the English and Their Country Houses, Pavilion Books, page 53. ISBN 978-1851455355
- Brandreth, Gyles (2003). Brief encounters: meetings with remarkable people, Politico's Publishing Ltd, pp. 137–144, ISBN 978-1842750728
- McKay, George (2005) Circular Breathing: The Cultural Politics of Jazz in Britain, Duke University Press. Chapter 1 includes material on Beaulieu Jazz Festival.